# سان نیکولا دل‌آلتو
سان نیکولا دل‌آلتو (به ایتالیایی: San Nicola dell'Alto) یک کومونه در ایتالیا است که در استان کروتون واقع شده‌است. سان نیکولا دل‌آلتو ۷٫۸ کیلومتر مربع مساحت و ۱٬۱۰۵ نفر جمعیت دارد.